# Igreja de Santo André (Hittisleigh)

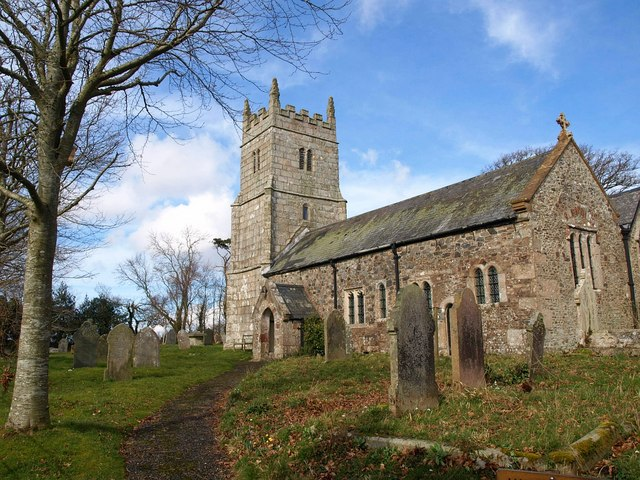
Igreja de Santo André, Hittisleigh em 2010

A Igreja de Santo André é uma igreja paroquial anglicana em Hittisleigh em Mid Devon. É listada como Grau I na Lista do Patrimônio Nacional da Inglaterra.
Foi restaurada em 1914 e 1967. A torre data do final do século XV.